# Hongkongia
Hongkongia là một chi nhện trong họ Gnaphosidae.